# Trichoscypha mannii
Trichoscypha mannii är en sumakväxtart som beskrevs av Joseph Dalton Hooker. Trichoscypha mannii ingår i släktet Trichoscypha och familjen sumakväxter. Inga underarter finns listade i Catalogue of Life.